# بارني غلاسر
بارني غلاسر (بالإنجليزية: Barney Glaser)‏ هو عالم اجتماع أمريكي، ولد في 27 فبراير 1930 في سان فرانسيسكو في الولايات المتحدة.